# 边疆泉水清又纯
《边疆泉水清又纯》或《边疆的泉水清又纯》，是一首赞颂中国边防军人的歌曲，由凯传（本名王凯传）作词，王酩作曲。凯传是根据自己1970年在黑龙江实践体验边防生活的经历，总结出军民关系的主题，写下了歌词。王酩接到词稿後亦爱不释手，有所感触，二人一拍即合完成了歌曲的创作。
《边疆泉水清又纯》首版是作为1978年反映特务破坏国家治安的故事片《黑三角》插曲出现，由李谷一演唱。